# Zsolt Szilágyi (fotbalist)
Zsolt Loránt Szilágyi (n. 29 iunie 1981, Cluj-Napoca, România) este un fotbalist român retras din activitate care a evoluat la clubul U Cluj. Este supranumit Unicul căpitan sau Il capitano de către suporteri, datorită atașamentului arătat față de culorile acestui club.
În 2005, Szilágyi s-a accidentat grav într-un meci de campionat, cu Unirea Dej, a suferit trei intervenții chirurgicale la ligamentele încrucișate ale piciorului drept, însă a revenit după trei ani la prima echipă. 

În 2010, conducerea clubului a anunțat faptul că dorește să renunțe la serviciile fotbalistului însă, după intervenția suporterilor nemulțumiți de această decizie, Szilágyi a rămas în lotul echipei.